# 大伴宇遅古
大伴 宇遅古（おおとも の うじこ）は、古墳時代後期の豪族。カバネは連。大伴金村の子。
甲斐国一宮の浅間神社に伝わる『古屋家家譜』にのみ名前が見える。宇治大伴連等の祖。

## 概要
紀伊国名草郡の宇治大伴連、大伴檪津連、大伴若宮連、神私連の祖とされる。
『日本霊異記』に登場する大部屋栖野古は宇遅古と同一人物（宇遅古は「伝承上の祖」としての名前、屋栖野古は「現実上の祖」としての名前）であるとする説が存在する。
宇遅古の末裔と見られる人物は以下の通りである。
- 大部屋栖野古（推古天皇朝）[3]
- 大伴檪津連子人（養老8年（724年）、名草郡少領）[4]
- 大伴若宮連部良（天平勝宝2年（750年）、名草郡忌部郷戸主）[5]
- 大伴若宮連真虫（天平勝宝2年（750年）、名草郡忌部郷戸主）[5]
- 大伴若宮連大渕（天平勝宝2年（750年）、名草郡忌部郷戸主）[5]
- 榎本連千嶋（天平宝字4年（760年）、前名草郡少領）[4]
- 供直継岡（貞観3年（861年）、名草郡直川郷刀禰）[6]
- 榎本連（闕名）（貞観3年（861年）、名草郡主帳　[6]
- 伴直宅子（貞観6年（864年、名草郡人）[7]